# Camatopsis
Camatopsis is een geslacht van kreeftachtigen uit de klasse van de Malacostraca (hogere kreeftachtigen).

## Soort
- Camatopsis rubida Alcock & Anderson, 1899